# Cinturón rojo

Comunas (municipios) con alcalde comunista (PCF) o similar (FASE) tras las elecciones municipales de 2014.

La expresión cinturón rojo (en francés: ceinture rouge) designa, desde la década de 1920, al conjunto de las ciudades situadas en la periferia de París y cuyo alcalde es del Partido Comunista Francés u otras coaliciones de izquierda. Más ampliamente, la expresión designa el conjunto de las ciudades de la periferia de París ampliamente pobladas por la clase obrera, cada una de las cuales es designada como barrio rojo o distrito rojo (en francés: banlieue rouge). La expresión también se utiliza en otras partes del mundo para señalar tendencias políticas similares en otras grandes metrópolis de distintos países.
En España se utiliza igualmente para calificar los barrios o los municipios periféricos de Barcelona y de Madrid, poblados por la clase obrera y que han conocido históricamente una fuerte implantación de los partidos de izquierdas, particularmente del Partido Comunista de España –posteriormente integrado en Izquierda Unida– y el Partido Socialista Obrero Español. A partir de la década de 2010, se empezó a hablar en este país también de «cinturón morado» en referencia al surgimiento, con notable implantación en el cinturón rojo, del nuevo partido Podemos, cuyo color es el morado en lugar del tradicional rojo de los partidos de izquierdas.

## En Francia
Los primeros esbozos del cinturón rojo se dibujaron en los años 1920. La expresión nació como consecuencia del artículo de Paul Vaillant-Couturier. «Paris encerclé par le prolétariat révolutionnaire» (París rodeado por el proletariado revolucionario) después de las elecciones legislativas de 1924 y las municipales de 1925. A pesar de ello, la táctica «clase contra clase» del PCF no le permitió dirigir más que nueve ciudades en 1925 (conservó Bezons, Bobigny y Villetaneuse, retomó Saint-Denis de disidentes de la SFIO, y retomó otros cinco de la derecha: Clichy, Malakoff, Vitry-sur-Seine, Ivry-sur-Seine, Villejuif) contra 36 para la SFIO en 1919. En las municipales de 1929, se añadieron Pierrefitte-sur-Seine (tomada de la derecha) así como Alfortville y Bagnolet (tomadas de la SFIO). Aunque se dejó de lado la expresión de «cinturón rojo», fue en el momento de la causa de la alianza del Frente Popular a las municipales de 1935 que el PCF aliado a la SFIO llegó a gestionar 26 comunas.
El cinturón rojo se reconstituyó con la Liberación y, tras la ruptura de 1947, se reforzó entre los años 1950 y los 1970, momento en que el Partido Socialista comenzó a emerger. Al principio de los años 1960, el PCF era mayoritario en un gran número de municipios del departamento de Sena, y aspiraba a tomar la dirección. En este contexto, se gestó la reforma de los departamentos de Sena y de Sena y Oise: el 10 de julio de 1964, el nuevo reparto departamental pretendió fraccionar los distritos rojos, constituyendo un feudo comunista en Sena-Saint Denis, pero aislándolo de las otras comunas comunistas de Altos del Sena y de Valle del Marne. Este último departamento, no obstante, cayó igualmente en las manos del PCF tras las elecciones cantonales de 1964 y 1967.
El comunismo municipal llegó a su apogeo tras las municipales de 1977. El PCF dirigía entonces 54 ciudades de la pequeña corona y 72 comunas de la gran corona, mayoritariamente compuestas de obreros que residían y trabajaban allí.
En sucesivas elecciones municipales, a partir de las de 1983, el número de comunas dirigidas por el PCF se fue reduciendo paulatinamente. En 2008 se produjo la pérdida del Consejo general de Seine-Saint-Denis, y, en las municipales de 2014, la pérdida de Blanc-Mesnil, Bobigny, Saint-Ouen, Bagnolet, Achères y Villejuif